# TMM-1

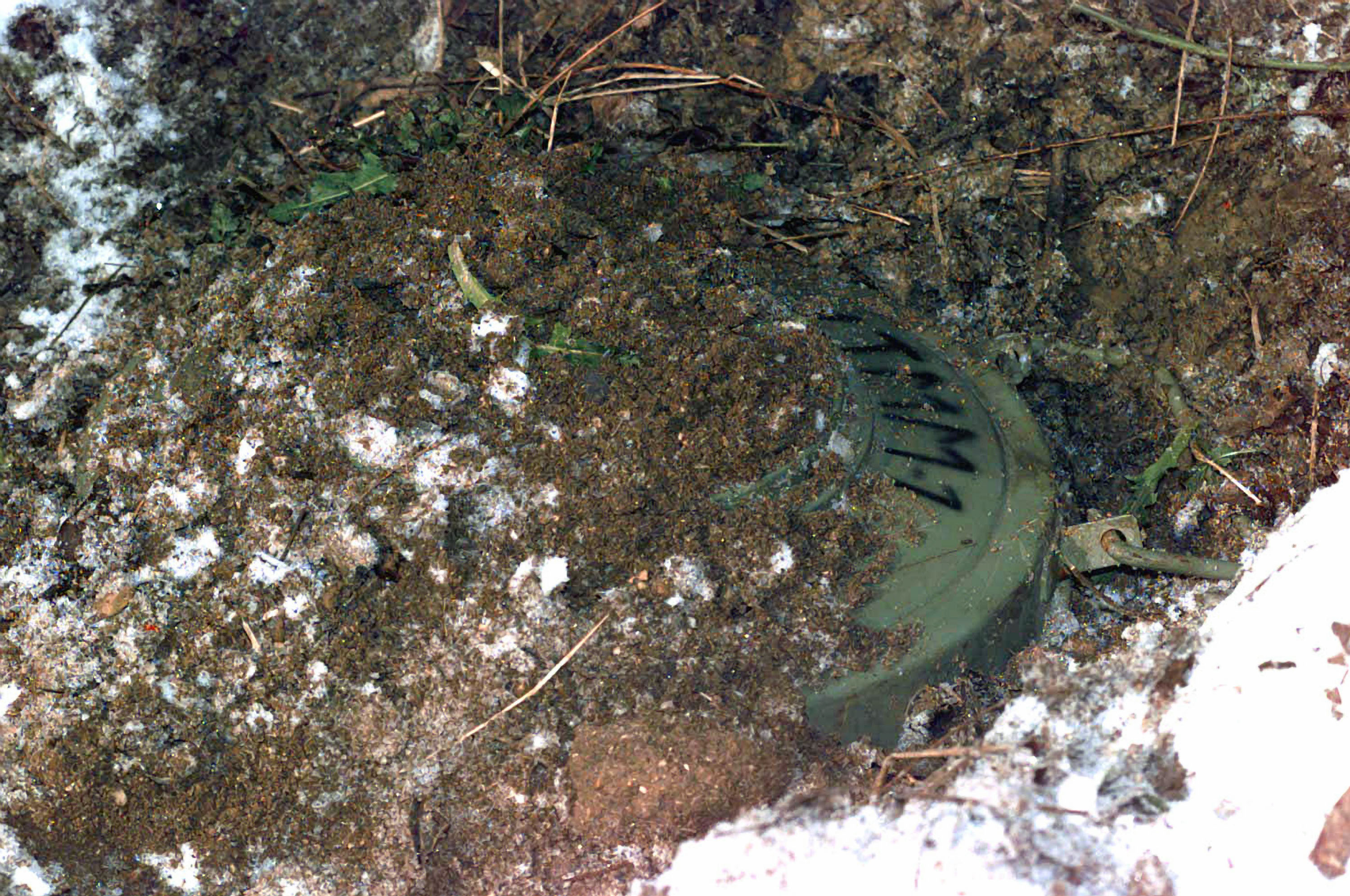
TMM-1

La TMM-1 est une mine antichar yougoslave circulaire à boîtier métallique. Il s’agit d’une copie directe de la Tellermine 43 allemande. La mine possède un puits de mise à feu central qui est recouvert d’une vis sur plaque de pression. Deux puits de mise à feu secondaires sont installés sur le côté et le fond de la mine, ce qui permet l’installation de dispositifs anti-manipulation. La mine se rencontre en Bosnie, en Croatie et en Serbie.

## Spécifications
- Diamètre : 300 mm
- Hauteur : 90 mm
- Masse : 8,6 kg
- Contenu explosif : 5,6 kg de TNT
- Pression de déclenchement : 130 à 420 kg